# Wariatka z Chaillot

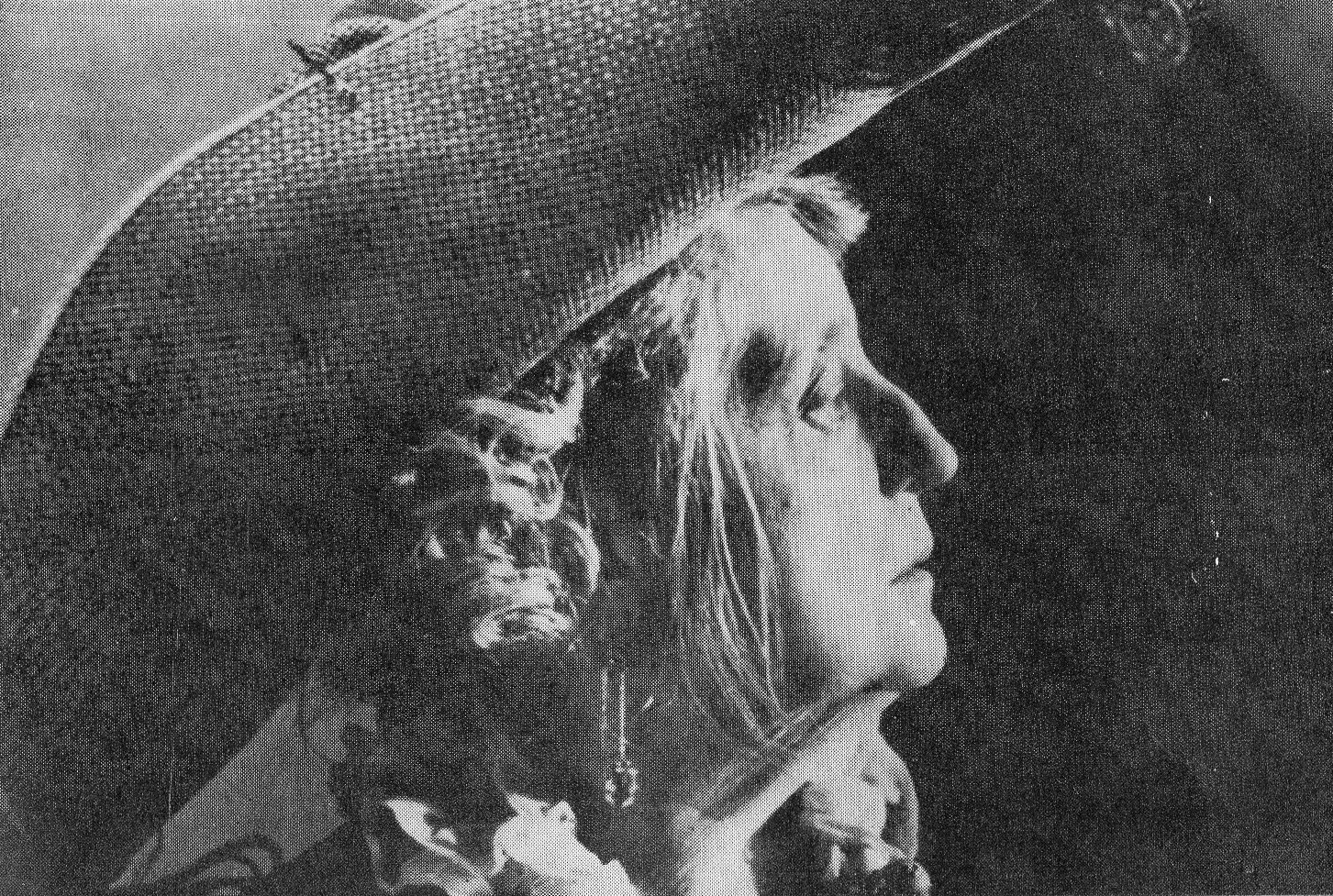
Maria Dulęba jako Aurelia (Kraków, 1947)

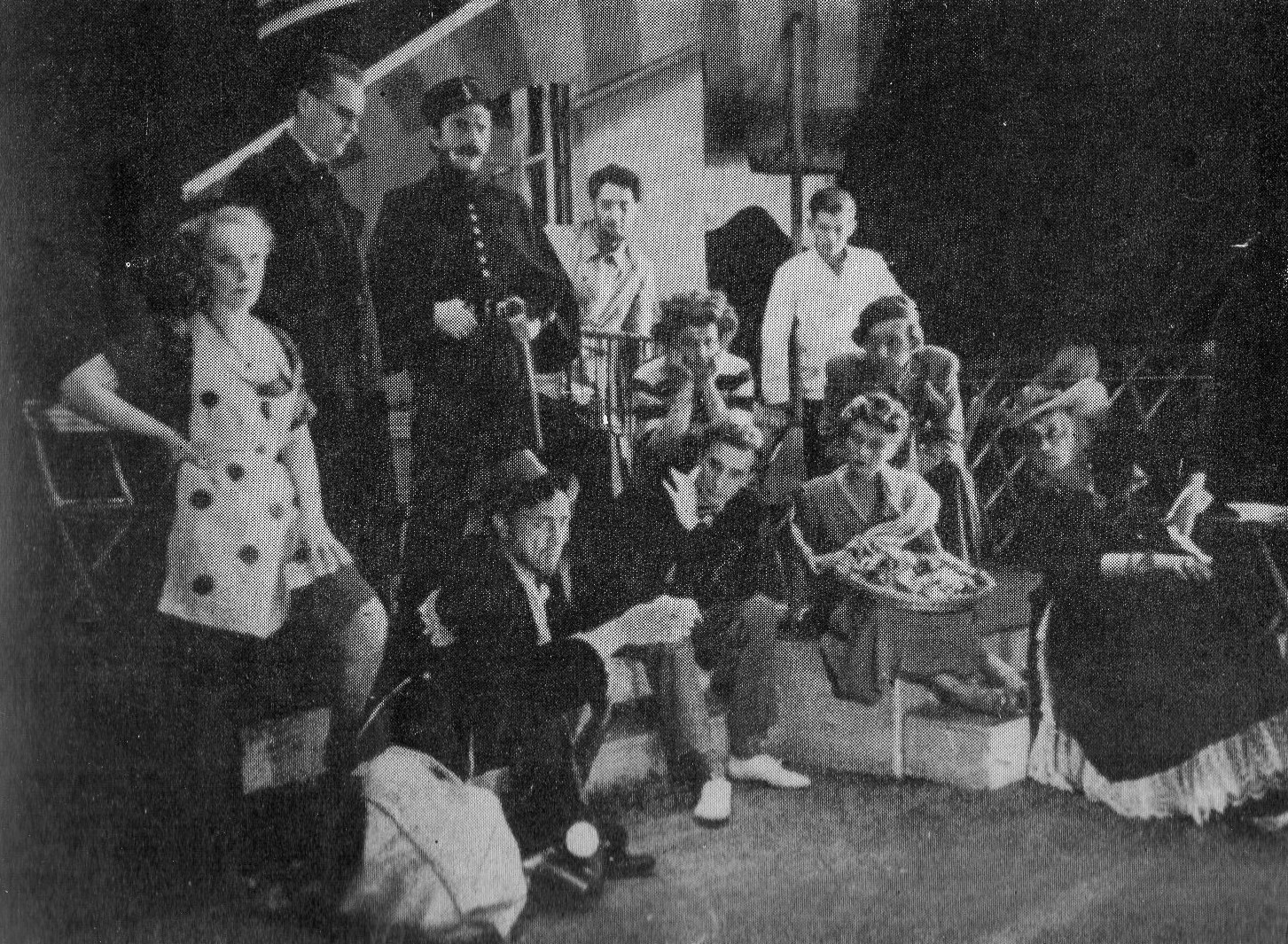
Scena zbiorowa z przedstawienia krakowskiego w 1947

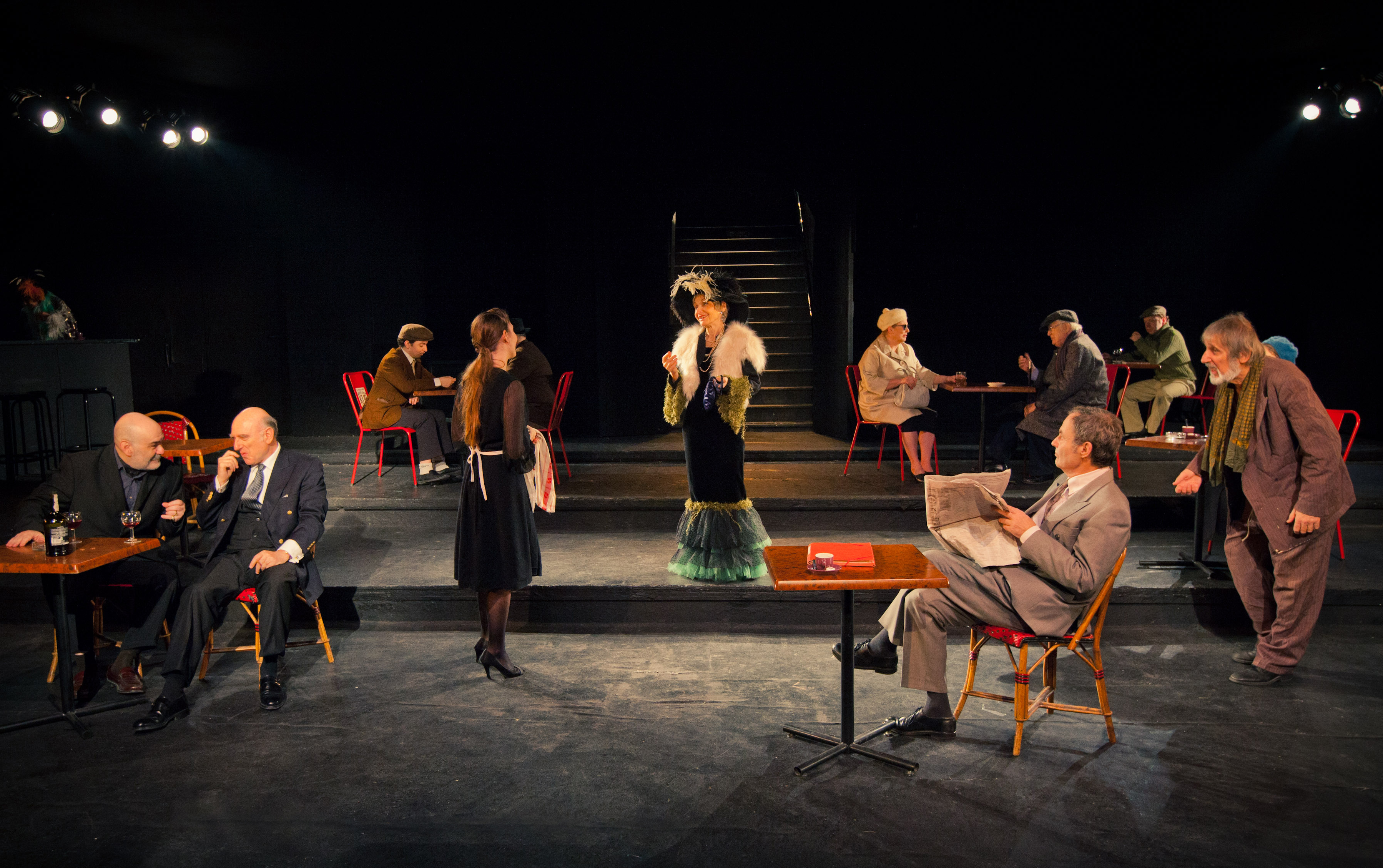
Przedstawienie z 2012 (Théâtre du Nord-Ouest, Paryż)

Wariatka z Chaillot (fr. La Folle de Chaillot) – dramat autorstwa Jeana Giraudoux, dokończony (z uwagi na  śmierć autora) przez Louisa Jouveta.

## Geneza i treść

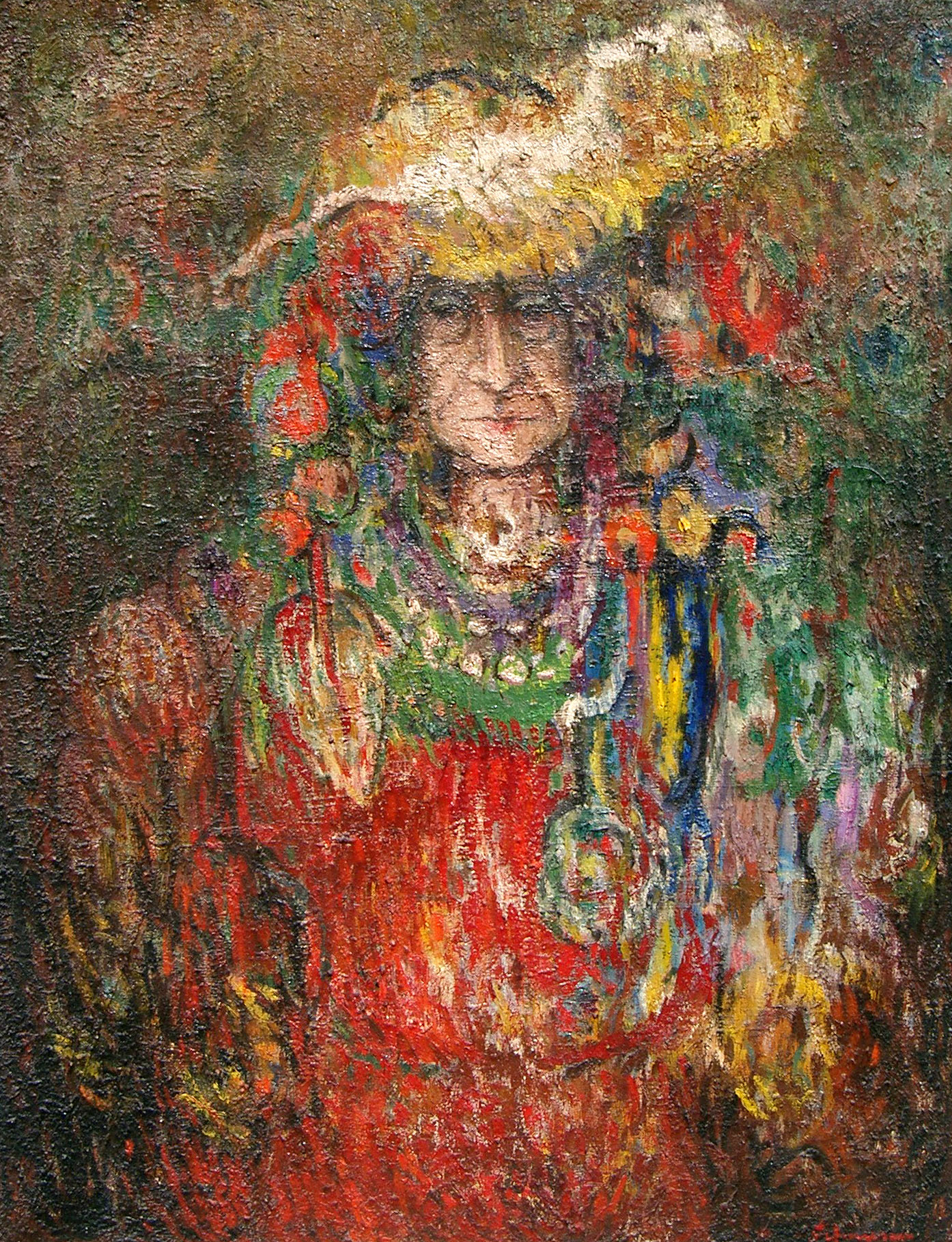
Aurelia na obrazie George Ștefănescu

Utwór, powstały w okresie okupowania Francji przez niemieckich nazistów, ma postać ludowej baśni wyrażającej doświadczenia, obawy i nadzieje człowieka połowy XX wieku. Duży stopień uogólnienia przedstawianego świata pozwala traktować sztukę na dwóch płaszczyznach: historycznej oraz ponadczasowej, co czyni zeń dzieło spokrewnione z utworami opartymi na mitach. Genezą utworu jest beznadziejna sytuacja ludności Francji, która znalazła się pod rządami Philippe Pétaina i współpracującymi z nim rodzinami wielkich przemysłowców. By mówić o tych zdarzeniach, autor musi uciekać się do wyolbrzymienia zła i rozciągnięcia go na całą ludzkość, a także nadania narracji konwencji baśniowej. Członkowie dwustu rodzin z establishmentu (w rzeczywistości było ich około stu) oraz ich sprzymierzeńcy (przedstawiciele i prezesi spółek czy towarzystw) stanowią wcielenie zła i źródło deprawacji ludzi. Walkę wypowiada im lud Paryża, a pretekstem jest wielki projekt wierceń, zrzeszający kapitał i podporządkowanych mu polityków. Wątek ten ma charakter parodystyczny. W sprawę buntu Giraudoux wprowadza postać Aurelii, czyli tytułowej Wariatki. Według Wojciecha Natansona francuskie słowo "la Folle" oznacza raczej osobę przeciwstawiającą się utartym szablonom oraz "tłumności" pozbawionej indywidualizmu, a masowość taka była zgodna z modelem nazistowskim (Giraudoux był członkiem ruchu oporu). Dziwactwa, które posiada Aurelia, mogą być zatem szaleństwem zamierzonym i świadomą polityką negacji świata ludzi pozornie rozsądnych, sprzyjających nieludzkiej władzy.

## Pokazy
Utwór pokazano po raz pierwszy w Théâtre de l'Athénée 19 grudnia 1945, jako ostatnią premierę Giraudoux i pierwszą wyreżyserowaną przez Jouveta po powrocie z emigracji czasu wojny. Jouvet sam wystąpił w sztuce, grając rolę Śmieciarza. Aurelię zagrała Marguerite Moreno. Scenografię zaprojektował Christian Bérard, zbliżając się w swych formach do surrealizmu. Sztuka odniosła sukces, grano ją 297 razy. 
W Polsce po raz pierwszy sztukę zagrano 7 czerwca 1947 w krakowskim Teatrze TUR. Reżyserował ją Edmund Wierciński, a Aurelię zagrała Maria Dulęba. Potem grano ją w różnych teatrach w latach: 1958, 1964, 1973, 1974 (dwie różne premiery), 1977, 1992, 1994 i 2012.

## Nawiązania
W 1969 powstał film pod tym samym tytułem (ang. The Madwoman of Chaillot), a w rolę Aurelii wcieliła się Katharine Hepburn. Akcję przeniesiono jednak w lata 60. XX wieku.